# Gnathocera cruda
Gnathocera cruda är en skalbaggsart som beskrevs av Oliver Erichson Janson 1877. Gnathocera cruda ingår i släktet Gnathocera och familjen Cetoniidae.

## Underarter
Arten delas in i följande underarter:
- G. c. kolbei
- G. c. leopoldi
- G. c. peregrina
- G. c. semiviridis
- G. c. transitiva